# Big Momma's House 2
Big Momma's House 2 (Mi Abuela Es Un Peligro 2 en Hispanoamérica y Esta abuela es un peligro 2 en España) es una película cómica estadounidense estrenada el 27 de enero de  2006 en Estados Unidos, México y España, el 2 de febrero del mismo año en Argentina y el 17 de marzo del mismo año en Venezuela. Protagonizada por Martin Lawrence y dirigida por John Whitesell, es la segunda parte de Big Momma's House (2000). Según la página de internet Rotten Tomatoes, en la que se contabilizan críticas cinematográficas, es una de las peores películas de la década, situándose en el puesto 80 de 100. Su continuación, Big Mommas: Like Father, Like Son, fue estrenada en 2011.

## Argumento
El agente del FBI Malcolm Turner (Martin Lawrence), tendrá que volver a disfrazarse de la gran abuela para resolver un nuevo caso. En esta ocasión Malcolm está intentando descubrir al diseñador de un programa informático que permitiría acceder a las fuerzas extranjeras a los confidenciales archivos de inteligencia gubernamental de Estados Unidos.
La única manera de que Malcolm pueda estar cerca del creador de este programa informático, Tom Fuller (Mark Moses), se infiltra en su propia casa, haciéndose pasar como la nueva niñera de los hijos de Fuller, los pequeños Andrew, Carrie y Molly. En la casa también estará su hermosa mujer, Leah (Emily Procter). La gran abuela tendrá que hacerse cargo de todas las tareas domésticas, del cuidado de los niños y de, por supuesto, tratar de atrapar al peligroso terrorista informático sin que nadie se entere.
Malcolm finalmente ayudará a que la familia Fuller vuelva a ser la que era antes y, además, él mismo desarrollará un renovado afecto por su pareja, Sherry Pierce (Nia Long). Encontrando el perfecto equilibrio entre su vida familiar y su trabajo como agente del FBI.

## Reparto
- Martin Lawrence como Malcolm Turner/Hattie Mae Pierce.
- Chloë Grace Moretz como Carrie Fuller.
- Mark Moses como Tom 'Fuller.
- Emily Procter como Leah Fuller.
- Kat Dennings como Molly Fuller.
- Nia Long como Sherry Pierce.
- Zachary Levi como Kevin.
- Marisol Nichols como Liliana Morales.
- Josh Flitter como Stewart.

## Producción
Se empezó a rodar el 25 de abril de 2005 en diversas localizaciones de Estados Unidos. Se rodó entre los estados de California y Luisiana, destacando la ciudad de Los Ángeles y Redondo Beach en California y Nueva Orleans en el estado de Luisiana.

## Recepción

### Respuesta crítica
Según la página de Internet Rotten Tomatoes obtuvo un 6% de comentarios positivos, llegando a la siguiente conclusión: "aburrida y poco original. En otras palabras, un ejemplo perfecto para los detractores de secuelas sin sentido". Tom Long escribió que "Big Momma's House 2 es un film realmente atroz. Pero lo más alarmante es que en Hollywood se piensan que a la gente le resulta divertido". Kim Newman señaló para Empire Magazine que "Martin, por favor deja de hacer películas". Según la página de Internet Metacritic obtuvo críticas negativas, con un 34%, basado en 20 comentarios de los cuales 1 es positivo.

### Taquilla
Debutó en el número 1 de la taquilla estadounidense con 27 millones de dólares en 3.261 cines, con una media por sala de 8.505 dólares, por delante de Nanny McPhee. Recaudó en Estados Unidos 70 millones de dólares. Sumando las recaudaciones internacionales la cifra asciende a 138 millones. El presupuesto estimado invertido en la producción fue de aproximadamente 40 millones.

### Premios
Premios Razzie
| Año  | Categoría             | Resultado |
| ---- | --------------------- | --------- |
| 2007 | Peor remake o secuela | Candidata |